# Chilocorinae
Chilocorinae es una subfamilia de mariquitas de la familia Coccinellidae .

## Descripción
Se alimentan principalmente de insectos escama. Por lo general, son brillantes y a menudo no tienen manchas o diseños en las cubiertas de sus alas. Sus cuerpos tienen forma de casco redondo. Son de tamaño mediano y a veces se ven alimentándose de Aphis craccivora.
Cuando los depredadores les molestan, pueden sangrar por reflejo, una habilidad compartida con otros coccinélidos. En invierno pueden congregarse en grandes grupos para protegerse contra los depredadores y para tener mejores posibilidades de aparearse en la primavera.

## Tribus

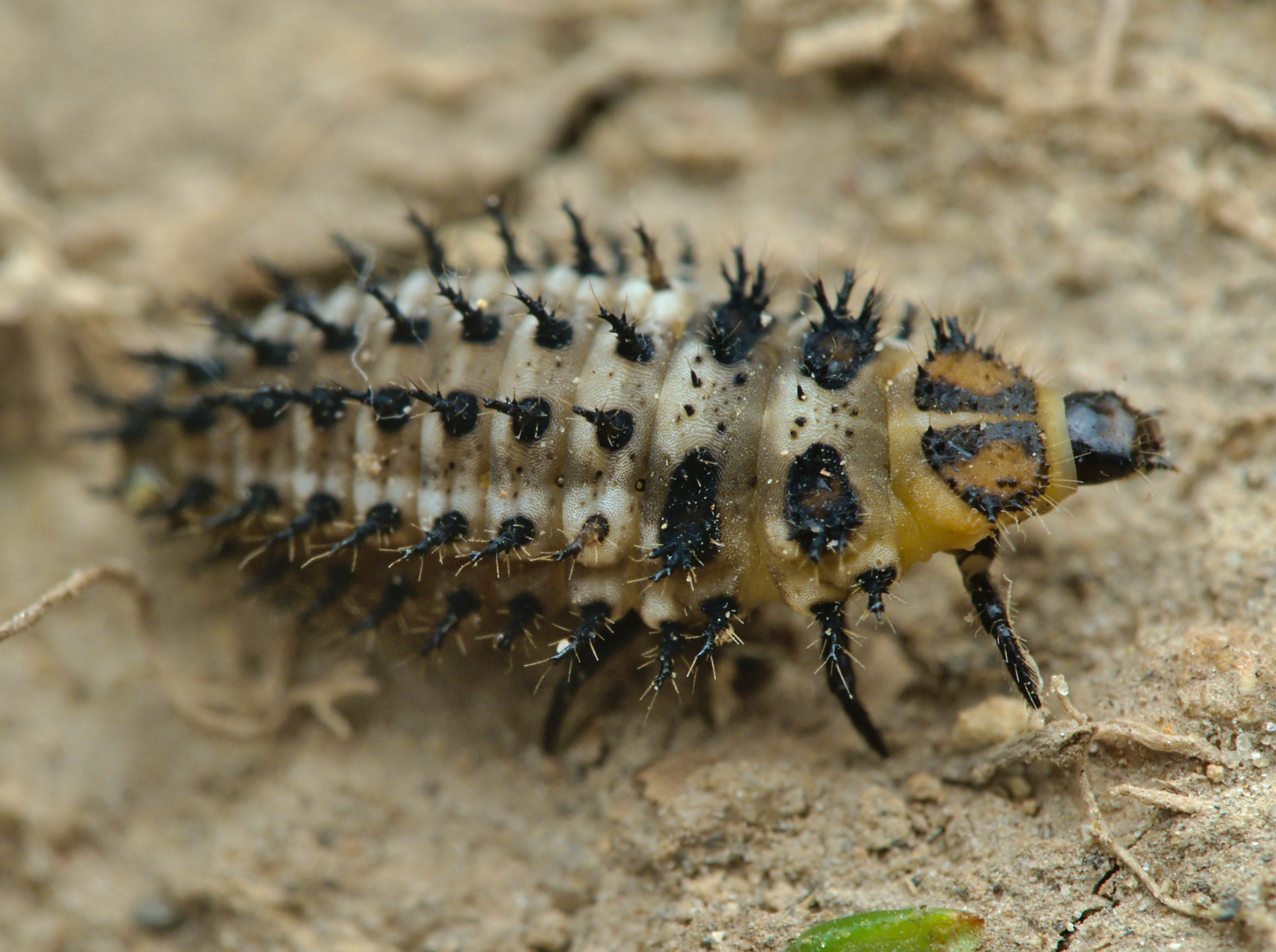
Exochomus nigromaculatus, larva

- Chilocorini
- Platynaspidini
- Telsimiini